# Andreaswerk
Andreaswerk ist der Name eines eingetragenen Vereins für Menschen mit Behinderungen im Landkreis Vechta in Niedersachsen. Der Verein hat seinen Hauptsitz in der Kreisstadt Vechta.

## Geschichte
Im Jahr 1969 wurde der „Caritasverein für Kinder- und Jugendhilfe“ in Vechta als Tochterinstitution des Deutschen Caritasverbandes gegründet. Ziel der Vereinsgründung war damals die Verwirklichung des Rechts von Kindern und Jugendlichen mit einer Behinderung auf Schulbildung durch die Gründung einer Tagesbildungsstätte in Vechta. Im Jahr 1976 wurde der Verein in „Caritasverein für Behindertenhilfe“ umbenannt, da er inzwischen auch für Erwachsene Dienstleistungen anbot. Um eine Verwechselung mit dem ebenfalls in Vechta residierenden Caritasverband auszuschließen, wurde 1993 der Name „Andreaswerk“ für die Einrichtung gewählt.

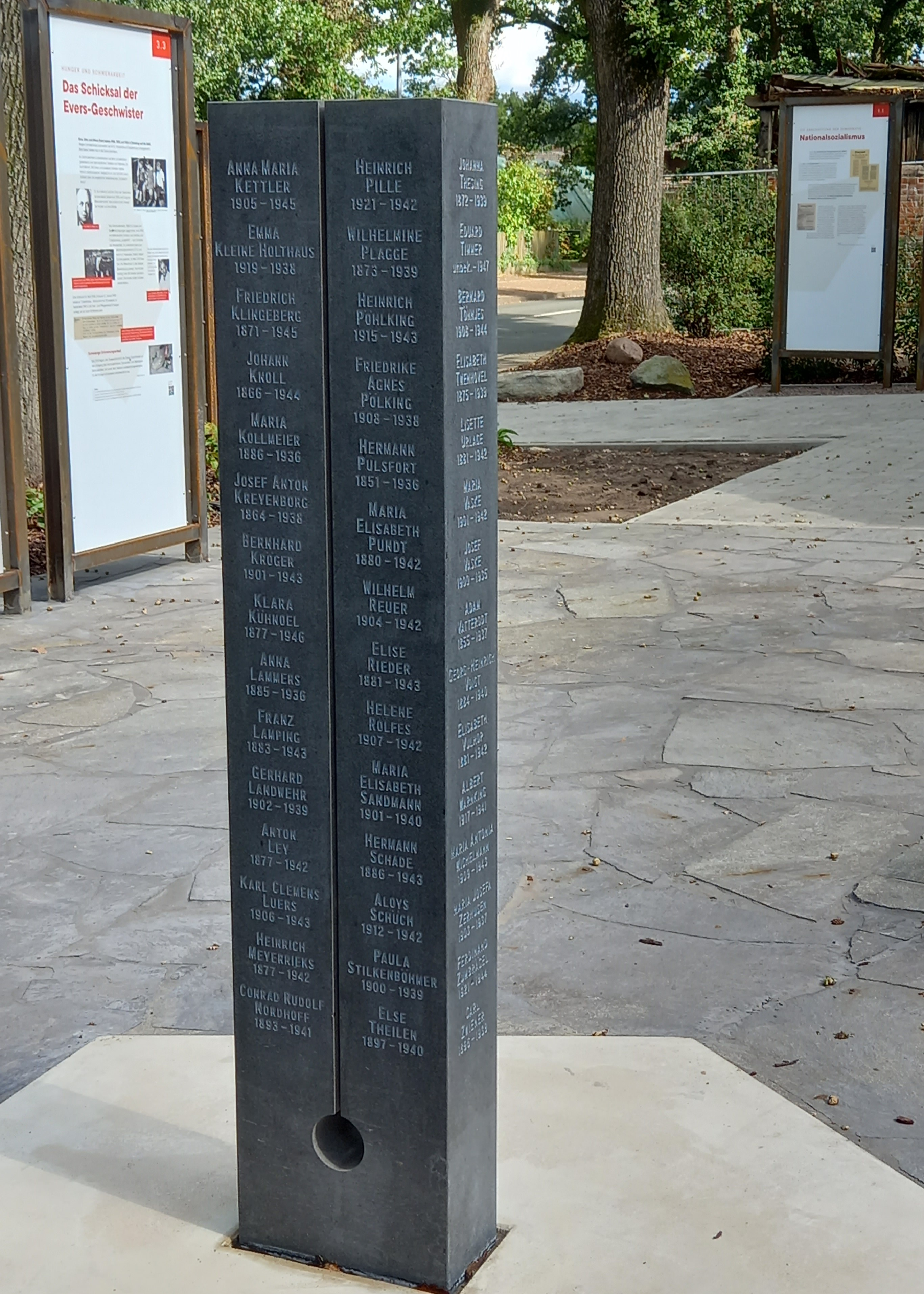
Infotafeln und Stele auf dem Gelände der „Gedenkstätte für die Menschenwürde“

Im Februar 2016 richtete das Andreaswerk eine neue Begegnungsstätte für Menschen mit und ohne Behinderung ein. Das Projekt heißt "SAM" und wird für 3 Jahre von der Aktion Mensch unterstützt, es soll ein Ort der Begegnung sein und Inklusion erlebbar machen.
Die im August 2017 geplanten Kindergartengruppen des Andreaswerkes mit der Stadt Vechta wurden im Herbst 2017 eröffnet und bieten so Platz für bis zu 50 Kinder. Eine der Gruppen wird im Frühförderhaus des Andreaswerkes am Tannenhof eingerichtet und die andere Gruppe im Heilpädagogischen Kindergarten St. Nepomuk. Für den Umbau wurden ca. 400 000 Euro investiert.
Im Februar 2018 realisierte das Andreaswerk mit der St.-Georg-Stiftung ein Projekt in der Nähe der Universität Vechta, bei welchem 24 Studierende in acht Wohngemeinschaften und fünf Behinderte in ihren eigenen Wohnungen zusammen leben sollen. Das neue Wohnmodell soll behinderten Menschen den Weg in ein selbständiges Leben ermöglichen und ergibt durch den Charakter eines Studentenwohnheim auch eine besondere Nachbarschaft.
Am 1. September 2024 eröffnete das Andreaswerk in der Nähe seines Verwaltungszentrums eine „Gedenkstätte für die Menschenwürde“. Auf ihr wird der 88 Menschen mit Behinderung aus dem Landkreis Vechta gedacht, die während der Zeit des Nationalsozialismus in der „Heilanstalt“ Wehnen Opfer von Krankenmorden wurden. Die Namen der Opfer sind an einer Stele auf dem Gelände der Gedenkstätte angebracht. Die Gedenkstätte wurde von der Aktion Mensch gefördert.

## Aufgaben
Das Andreaswerk betreibt an sieben Standorten
- zwei Frühförderungen,
- eine integrative Kinderkrippe,
- zwei Sprachheilkindergärten,
- drei Heilpädagogische Kindergärten inklusive integrativer Kindergartengruppen,
- die Erich Kästner-Schule (Tagesbildungsstätte) mit zwei Standorten,
- verschiedene Einrichtungen für Arbeit (vor allem die Werkstatt für behinderte Menschen) und Wohnen (darunter zwei Wohnheime für Senioren),
- die „Manufaktur“ in der Innenstadt von Vechta, eine Produktionsstätte mit angeschlossenem Laden, einem Café als Treffpunkt und betreutem Wohnen für Menschen mit Behinderungen

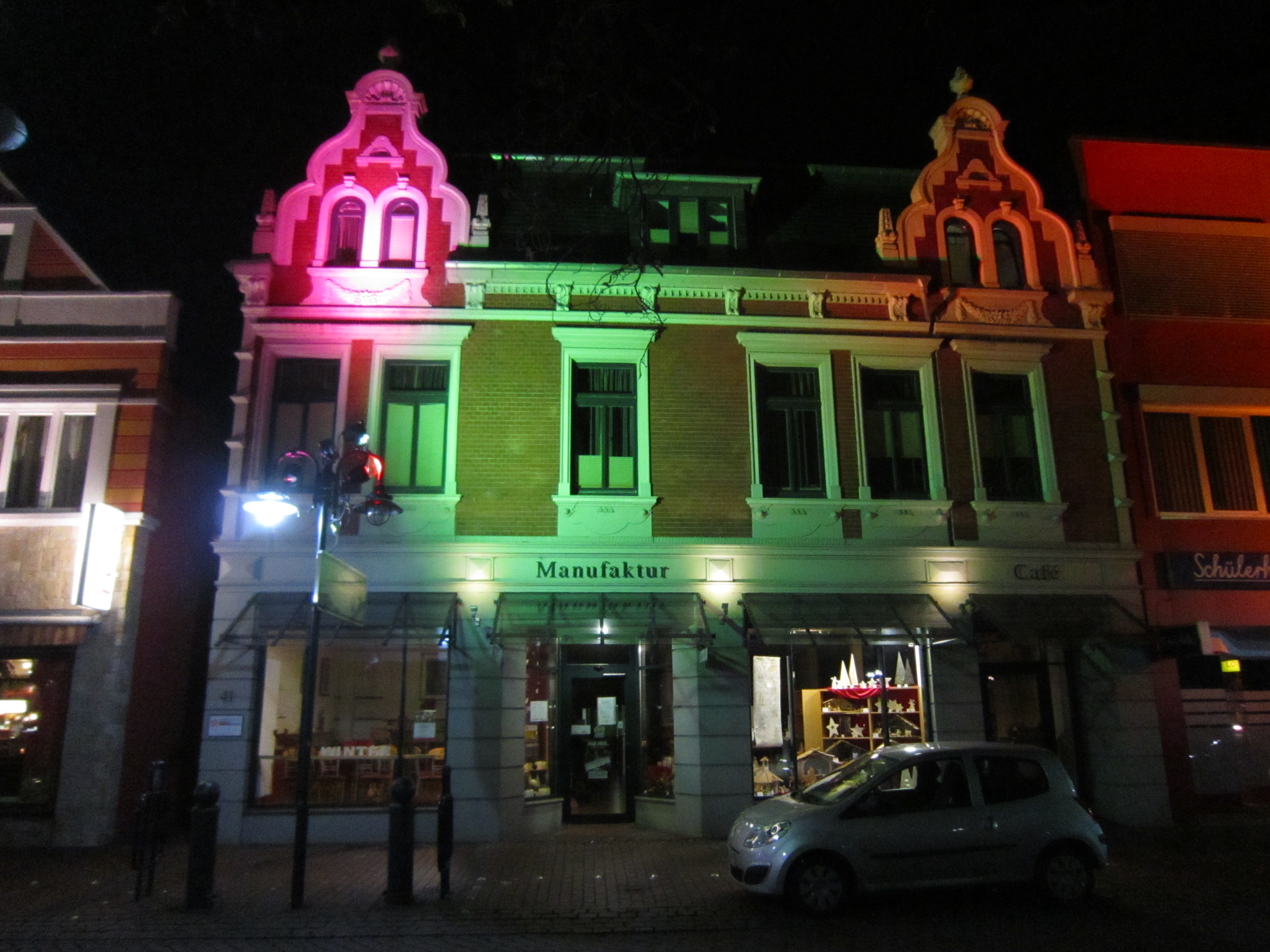
„Manufaktur“ in der Vechtaer Innenstadt

Hauptzweck des Andreaswerks ist es, das Recht auf Teilhabe von Menschen mit Behinderungen Wirklichkeit werden zu lassen, indem der Verein Möglichkeiten zur Bildung, zur Arbeit und zum selbstständigen Wohnen bereitstellt.
Die Einrichtungen und Dienste des Andreaswerk sind durchweg staatlich anerkannt. In ihnen werden mehr als 2.000 Menschen aus dem Landkreis Vechta gefördert und betreut. Das Andreaswerk beschäftigt 630 hauptamtliche Mitarbeiter und ist damit einer der größten Arbeitgeber im Landkreis Vechta, zudem engagieren sich dort mehr als 130 Menschen ehrenamtlich.
Um in Zeiten knapper werdender öffentlicher Mittel Menschen mit Behinderungen dennoch effektiv helfen zu können, wurde im November 2006 auf Betreiben des Andreaswerks die Andreas-Stiftung gegründet.

## Geschäftsführung
Folgende Personen sind für die Geschäftsführung des Andreaswerks verantwortlich:
- Matthias Warnking, Geschäftsführer
- Dominik Fahlbusch, stellv. Geschäftsführer